# Theotima galapagosensis
Theotima galapagosensis is een spinnensoort uit de familie Ochyroceratidae. De soort komt voor op de Galapagoseilanden.